# Flagge Jugoslawiens

Grundlage für alle jugoslawischen Flaggen war eine Trikolore in den Panslawischen Farben.

Die Flagge Jugoslawiens spiegelte mit ihren verschiedenen Versionen die wechselvolle Geschichte des Landes wider, die 1918 mit dem Königreich der Serben, Kroaten und Slowenen (ab 1929 Königreich Jugoslawien) begann und mit der Umbenennung des Landes in Serbien und Montenegro 2003 und dessen Zerfall 2006 endete. Grundlage aller Flaggen war eine horizontale, blau-weiß-rote Trikolore.

## Flagge des jugoslawischen Königreichs
Bereits in der Vidovdan Verfassung von 1921 wurde die Flagge als Handelsflagge (trgovačka zastava) für Schiffe des Königreichs eingeführt, doch dauerte es seit der Staatsgründung 1918 insgesamt vier Jahre, bis über die Symbole des Königreichs der Serben, Kroaten und Slowenen endgültig entschieden war. Das Aussehen und die Verwendung der verschiedenen Staatsflaggen regelten Gesetze von 1922 und 1937. Die Nationalflagge entsprach einer dunkleren Version der blau-weiß-roten Trikolore wie sie 1848 in Prag als Panslawische Flagge vorgestellt wurde.
Die Flagge wurde offiziell bis zur Eroberung des Königreichs Jugoslawien durch die Achsenmächte 1941 verwendet. Danach wurde die Flagge nur noch im Exil und von den Alliierten bis 1945 benutzt.
Während des Zweiten Weltkriegs wurde die Flagge auch von den Tschetniks benutzt.

### Weitere Flaggen
Die Kriegsflagge zu See war dieselbe Trikolore, nur mit dem kleinen Wappen des Königreichs.
Für die königliche Standarte gibt es je nach Quelle verschiedene Berichte über das Aussehen. Während deutsche Quellen aus den Jahren 1926 und 1936 angeben, dass im Zentrum der quadratischen Flagge das königliche Wappen ruhe, liegt hier laut einheimische Quellen das große Staatswappen.
Die Standarte des Premierministers (offiziell: Vorsitzender des Ministerrats; in der Landessprache službena zastava Predsednika ministarskog saveta) war eine quadratische, weiße Flagge mit einem dünnen, blauen Streifen oben, einen dünnen, roten Streifen unten und dem großen Staatswappen im Zentrum.

Kriegsflagge zu See
Königliche Standarte mit Königswappen (1920 bis 1937)
Standarte des Marschalls
Standarte des Generals
Standarte des Generalmajors
Standarte des Brigadegenerals

## Flaggen während des Zweiten Weltkrieges
Nach der Eroberung Jugoslawiens durch die Achsenmächte wurde das Land aufgeteilt.
Mit dem Unabhängigen Staat Kroatien wurde im Jahr 1941 ein Marionettenstaat gegründet. Er verwendete als Zivilflagge eine einfache horizontale rot-weiß-blaue Trikolore und als Staatsflagge die Trikolore mit dem Wappen Kroatiens (ein einfacher Wappenschild mit einem roten Schachbrettmuster) im Zentrum und dem Symbol der faschistischen Staatspartei Ustascha im oberen Liek.
In Serbien wurde von General Nedić ebenfalls ein Marionettenstaat gegründet. Es kann nur vermutet werden, dass er eine Trikolore im serbischen Stil mit horizontalen rot-blau-weißen Streifen verwendete. Serbische Tschetniks, die gegen Titos Partisanen und die Streitkräfte Kroatiens kämpften, verwendeten meist schwarze Truppenfahnen mit weißem Totenkopf und gekreuzten Knochen mit dem Fahnenspruch königlich-jugoslawischer Militäreinheiten „Mit dem Glauben an Gott – für König und Vaterland“ (С вером у Бога – за краља и отаџбину) und/oder dem Tschetnik-Motto „Freiheit oder Tod“ (Слобода или смрт) in serbisch-kyrillischer Schrift.

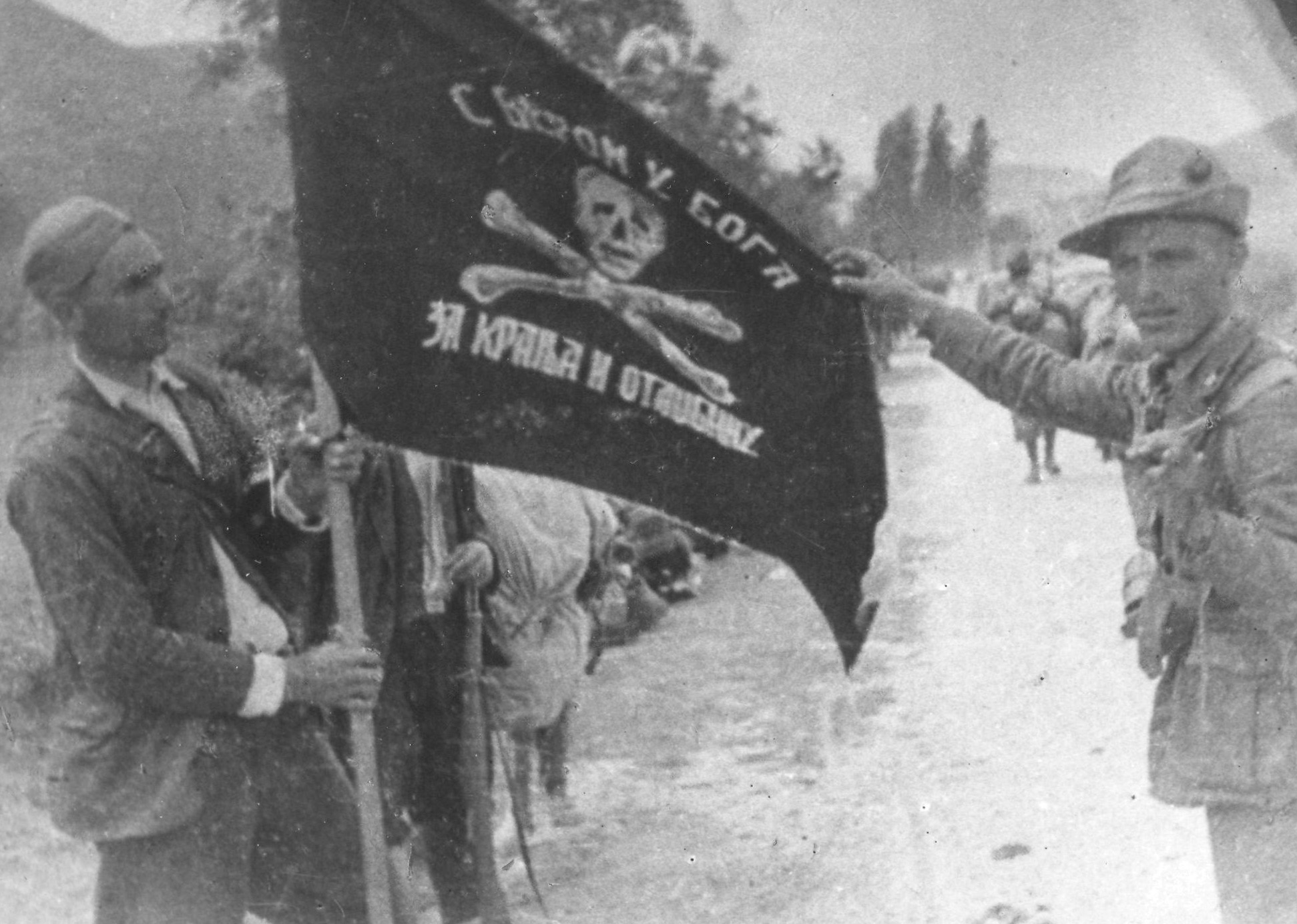
Ein Tschetnik (links, mit Šajkača) und ein italienischer Gebirgsjäger präsentieren eine typische Tschetnik-Truppenfahne während einer gemeinsamen Aktion im besetzten Jugoslawien (um 1942/1943).

Montenegro wurde nominell ein unabhängiges Königreich in Personalunion mit Italien. Zumindest in den ersten Tagen wurde die montenegrinische Trikolore mit horizontalen rot-blau-weißen Streifen verwendet.
Mazedonien wurde von Bulgarien annektiert, Slowenien vom Deutschen Reich und Bosnien-Herzegowina offiziell von Kroatien. Einzelne Teile des Landes gingen an Italien, Albanien und Ungarn. Hier wurden die Flaggen der jeweiligen Länder verwendet.

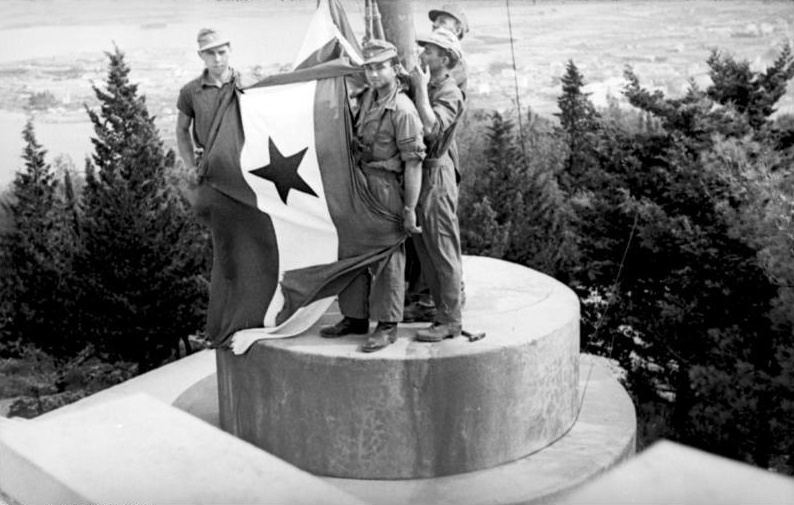
Deutsche Soldaten beim Niederholen der Partisanenflagge und beim Hissen der Hakenkreuzflagge auf dem Marjan (Split) im September/Oktober 1943.

Die Partisanen benutzten eine blau-weiß-rote Trikolore mit einem fünfzackigen Stern im Zentrum des weißen Streifens. Erstmals wurde sie bei einem Treffen in Stolice am 26. September 1941 benutzt. Hier wurde beschlossen, dass die einzelnen Partisanengruppen jeweils die Flagge ihrer Ethnie mit einem roten Stern im Zentrum benutzen sollten, ähnlich den nach dem Krieg verwendeten Flaggen der Minderheiten. Ab 1942 benutzten die Partisanen auf ihren Booten und Schiffen eine eigene Flagge, der im Flugteil untereinander die Trikoloren von Serbien und Montenegro, Kroatien und Slowenien.
In Jajce wurde am 29. November 1943 das Demokratische Föderative Jugoslawien ausgerufen. Die Flagge wurde von den Partisanen übernommen. Allerdings wurde die Form des Sterns abgeändert.

2:3   Flagge der Banschaft Kroatien
2:3   Staatsflagge des Unabhängigen Staates Kroatien
1:2  Truppenfahne einer Tschetnik-Einheit
2:3  Flagge Montenegros
1:2  Flagge von Titos Partisanen
2:3   Flagge der Partisanenstreitkräfte zu See 1942
1:2   Flagge des Demokratischen Föderativen Jugoslawiens

## Sozialistische Föderative Republik Jugoslawien
Mit der Umbenennung des Demokratischen Föderativen Jugoslawiens 1946 in Föderative Volksrepublik Jugoslawien wurde der rote Stern, der den Kommunismus symbolisierte, in der Nationalflagge vergrößert und gelb umrandet. Die Umbenennung des Landes 1963 in Sozialistische Föderative Republik Jugoslawien blieb für die Flagge aber ohne Folgen.
Auf offiziellen Gebäuden befand sich gewöhnlich neben dieser Fahne auch die der jeweiligen Teilrepublik und die des Bunds der Kommunisten Jugoslawiens. Abgelöst wurde die Flagge durch die Flagge Serbien-Montenegros, welche entstand, indem man den roten Stern aus der Flagge nahm.

### Flaggen der Sozialistischen Teilrepubliken Jugoslawiens
Die Teilrepubliken der Sozialistischen Föderativen Republik Jugoslawien hatten alle ihre eigene Flagge.

#### Bosnien und Herzegowina
Die Flagge der Sozialistischen Republik Bosnien und Herzegowina war eine einfache rote Flagge, mit der gelbumrandeten Staatsflagge Jugoslawiens im oberen Liek. Sie wurde am 31. Dezember 1946 offiziell angenommen. Davor wurde manchmal für Bosnien und Herzegowina eine rote Flagge mit einem gelbumrandeten, roten Stern in der Mitte verwendet.
Der rote Hintergrund symbolisierte den Sozialismus und Kommunismus der damaligen Zeit.
Mit der Ausrufung der Unabhängigkeit 1991 wurde die Flagge durch die neue Flagge Bosnien-Herzegowinas ersetzt.

#### Kroatien
Die Flagge der Sozialistischen Republik Kroatien war eine rot-weiß-blaue Trikolore nach dem Vorbild der früheren kroatischen Flaggen. Darauf war im Zentrum ein roter Stern mit gelber Umrandung abgebildet. Die Flagge wurde offiziell am 18. Januar 1947 angenommen.
Die Flagge wurde bis zum 25. Juni 1990 verwendet, nach den ersten freien Wahlen in Kroatien und durch die neue Flagge Kroatiens ersetzt, noch bevor es sich für unabhängig erklärte.
Siehe auch: Flagge Kroatiens

#### Mazedonien
Die Flagge der Sozialistischen Republik Mazedonien wurde 1944 eingeführt und offiziell 1946 angenommen. Davor war sie bereits bei mazedonischen Partisanen im Gebrauch. Sie war eine einfache Flagge mit roter Hintergrundfarbe. Darauf war oben links ein fünfzackiger, roter Stern abgebildet. Um diesen farblich vom roten Hintergrund zu trennen, wurde er mit gelber Farbe umrandet. Rot war unabhängig vom Sozialismus bereits zuvor die Nationalfarbe Mazedoniens. Während des Ilinden-Aufstand 1903 wurde in der Republik Kruševo von Aufständischen eine rote Flagge gehisst. Dies soll der Ursprung der roten mazedonischen Flagge sein. Die Größe des Sterns konnte variieren, war aber zumeist kleiner als bei den Flaggen der anderen Teilrepubliken. Nur wenn die Flaggen der Teilrepubliken zusammen gezeigt wurde, kam es vor, dass der Stern Mazedoniens die gleiche Größe hatte. Manchmal wurde der Stern fälschlicherweise in das Zentrum der Flagge verschoben.
Die Flagge wurde bis zur Unabhängigkeitserklärung Mazedoniens von Jugoslawien 1992 verwendet. Stattdessen wurde nun die neue Flagge Mazedoniens mit goldener Sonne auf rotem Grund verwendet.

#### Montenegro
Die Flagge der Sozialistischen Republik Montenegro war, wie die Flagge Serbiens, eine rot-blau-weiße Trikolore mit dem gelbumrandeten roten Stern im Zentrum. Jedoch wurde sie einen Monat vor der serbischen Flagge eingeführt, nämlich am 31. Dezember 1946.
1991 wurde die Flagge während des Zerfalls Jugoslawiens geändert. Der Stern wurde entfernt und der Blauton aufgehellt, um wieder einen Unterschied zur serbischen Flagge zu erzielen. 2004 wurde die heutige Flagge Montenegros eingeführt.

#### Serbien
Die Flagge der Sozialistischen Republik Serbien wurde der serbischen Bevölkerung am 17. Januar 1947 vorgestellt. Das Design entsprach der traditionellen serbische Trikolore von 1835 in den Farben Rot-Blau-Weiß. Darauf war ein roter Stern mit gelber Umrandung im Zentrum abgebildet, um den Sozialismus zu symbolisieren.
Die Fahne wurde bis zum Zerfall Jugoslawiens benutzt. 1992 wurde der Stern entfernt.
In den beiden zu Serbien gehörenden autonomen Regionen Vojvodina und Kosovo i Metohija wurde ebenfalls die serbische Flagge verwendet. Eigene, offizielle Flaggen existierten nicht.

#### Slowenien
Die Flagge der Sozialistischen Republik Slowenien war eine weiß-mittelblau-rote Trikolore, welche ab dem 18. Januar 1947 offiziell verwendet wurde. Darauf war ein roter Stern mit gelber Umrandung als Zeichen des Kommunismus und Sozialismus abgebildet.
Diese Flagge blieb bis zum 27. Juni 1991 in Verwendung. Damals spaltete sich Slowenien als erste Teilrepublik vom jugoslawischen Staat ab und nahm eine neue Flagge an.

### Weitere Flaggen
Die Handels- und Dienstflagge zu See entsprach der Nationalflagge im Design, verwendete aber statt des sonst üblichen 1:2-Seitenverhältnis eines von 2:3. Das gleiche Seitenverhältnis findet sich auch bei der Seekriegsflagge und der Gösch. Die Seekriegsflagge war eine rote Flagge mit der jugoslawischen Trikolore in der oberen Liek, der Stern war umrahmt. Die Trikolore war durch eine weiße Umrahmung vom roten Feld getrennt. Die Seekriegsflagge wurde 1949 eingeführt. Seit 1956 wurde als Gösch eine rote Flagge mit dem Staatswappen im Zentrum verwendet.

2:3   Handels- und Dienstflagge zu See
2:3   Seekriegsflagge
2:3   Gösch
1:1  Standarte des Präsidenten Jugoslawiens
1:1  Standarte des Präsidenten der Föderalen Versammlung

## Flagge der Bundesrepublik Jugoslawien und von Serbien und Montenegro
Die Flagge der Bundesrepublik Jugoslawiens verzichtete wieder auf den kommunistischen Stern. Bei der am 4. Februar 2003 durchgeführten Namensänderung von Bundesrepublik Jugoslawien zu Serbien und Montenegro wurde keine Änderung der nationalen Symbole vorgenommen.
Die Flagge wurde am 27. April 1992 offiziell eingeführt. Mit dem Ende des Staatenbundes am 3. Juni 2006 durch die Unabhängigkeitserklärung Montenegros gehörten auch die staatlichen Symbole der Vergangenheit an.

### Weitere Flaggen

2:3   Handelsflagge und Dienstflagge zur See
2:3   Seekriegsflagge
2:3  Gösch